# Barrie Ingham
Barrie Ingham (Halifax, 10 febbraio 1932 – Palm Beach Gardens, 23 gennaio 2015) è stato un attore inglese.

## Biografia
Nel 1957 ha sposato Tarne Phillips con cui è rimasto fino alla morte; hanno avuto quattro figli.
Inizia a recitare attorno agli anni sessanta. Ha lavorato anche in alcuni musical, come ad esempio Gypsy al fianco di Angela Lansbury.

## Filmografia parziale

### Cinema
- Dr. Who and the Daleks, regia di Gordon Flemyng (1965)
- Il giorno dello sciacallo (The Day of the Jackal), regia di Fred Zinnemann (1973)

### Televisione
- Cianuro a colazione (Sparkling Cyanide), regia di Robert Michael Lewis – film TV (1983)
- La signora in giallo (Murder, She Wrote) – serie TV, episodi 2x05-10x01 (1985-1993)
- Star Trek: The Next Generation – serie TV, episodio 2x18 (1989)

### Doppiaggio
- Basil l'investigatopo (1986)

## Doppiatori italiani
- Paolo Buglioni in Basil l'investigatopo (Basil)
- Marco Guadagno in Basil l'investigatopo (Bartolomiao)